# Danmark Rundt 2023
32. ročník etapového cyklistického závodu Danmark Rundt (oficiálně PostNord Danmark Rundt) se konal mezi 15. a 19. srpna 2023 v Dánsku. Celkovým vítězem se stal Dán Mads Pedersen z týmu Lidl–Trek. Na druhém a třetím místě se umístili Dánové Mattias Skjelmose Jensen (Lidl–Trek) a Magnus Cort (EF Education–EasyPost). Závod byl součástí UCI ProSeries 2023 na úrovni 2.Pro.

## Týmy
Závodu se zúčastnilo 5 z 18 UCI WorldTeamů, 9 UCI ProTeamů, 5 UCI Continental týmů a dánský národní tým. Všechny týmy nastoupily na start se sedmi závodníky kromě týmů Team dsm–firmenich a Team Flanders–Baloise s šesti jezdci, závod tak odstartovalo 138 jezdců. Do cíle v Helsingøru dojelo 123 z nich.
UCI WorldTeamy
- Alpecin–Deceuninck
- EF Education–EasyPost
- Lidl–Trek
- Soudal–Quick-Step
- Team dsm–firmenich

UCI ProTeamy
- Bolton Equities Black Spoke
- Green Project–Bardiani–CSF–Faizanè
- Human Powered Health
- Lotto–Dstny
- Q36.5 Pro Cycling Team
- Team Flanders–Baloise
- Team Novo Nordisk
- Tudor Pro Cycling Team
- Uno-X Pro Cycling Team

UCI Continental týmy
- BHS–PL Beton Bornholm
- Team ColoQuick
- HRE Mazowsze Serce Polski
- Leopard TOGT Pro Cycling
- Restaurant Suri–Carl Ras

Národní týmy
- Team PostNord Landsholdet

## Trasa a etapy
| Etapa         | Datum         | Trasa                 | Vzdálenost | Typ      | Typ                  | Vítěz                          |
| ------------- | ------------- | --------------------- | ---------- | -------- | -------------------- | ------------------------------ |
| 1             | 15. srpna     | Aalborg – Aalborg     | 169,9 km   |          | Rovinatá etapa       | Søren Wærenskjold (NOR)        |
| 2             | 16. srpna     | Kjellerup – Silkeborg | 163,6 km   |          | Rovinatá etapa       | Fabio Jakobsen (NED)           |
| 3             | 17. srpna     | Vejen – Vejle         | 209 km     |          | Zvlněná etapa        | Mattias Skjelmose Jensen (DEN) |
| 4             | 18. srpna     | Kalundborg – Bagsværd | 171 km     |          | Rovinatá etapa       | Fabio Jakobsen (NED)           |
| 5             | 19. srpna     | Helsingør – Helsingør | 16,1 km    |          | Individuální časovka | Mads Pedersen (DEN)            |
| Celková délka | Celková délka | Celková délka         | 729,6 km   | 729,6 km | 729,6 km             | 729,6 km                       |

## Průběžné pořadí
| Etapa          | Vítěz             | Celkové pořadí    | Bodovací soutěž   | Vrchařská soutěž           | Soutěž mladých jezdců | Soutěž bojovnosti          | Soutěž týmů            |
| -------------- | ----------------- | ----------------- | ----------------- | -------------------------- | --------------------- | -------------------------- | ---------------------- |
| 1              | Søren Wærenskjold | Søren Wærenskjold | Søren Wærenskjold | Mads Østergaard Kristensen | Filippo Ridolfo       | Mads Østergaard Kristensen | Uno-X Pro Cycling Team |
| 2              | Fabio Jakobsen    | Søren Wærenskjold | Søren Wærenskjold | Frederik Irgens Jensen     | Filippo Ridolfo       | Daniel Stampe              | Uno-X Pro Cycling Team |
| 3              | Mattias Skjelmose | Mattias Skjelmose | Mads Pedersen     | Nicklas Amdi Pedersen      | Kasper Andersen       | Nicklas Amdi Pedersen      | Lidl–Trek              |
| 4              | Fabio Jakobsen    | Mattias Skjelmose | Fabio Jakobsen    | Nicklas Amdi Pedersen      | Kasper Andersen       | Emil Vinjebo               | Lidl–Trek              |
| 5              | Mads Pedersen     | Mads Pedersen     | Mads Pedersen     | Nicklas Amdi Pedersen      | Logan Currie          | Mads Østergaard Kristensen | Lidl–Trek              |
| Konečné pořadí | Konečné pořadí    | Mads Pedersen     | Mads Pedersen     | Nicklas Amdi Pedersen      | Logan Currie          | Mads Østergaard Kristensen | Lidl–Trek              |

- V etapách 2 a 3 nosil Fabio Jakobsen, jenž byl druhý v bodovací soutěži, zelený dres, protože lídr této klasifikace Søren Wærenskjold nosil světle modrý dres lídra celkového pořadí.

## Konečné pořadí
| Legenda | Legenda                           | Legenda | Legenda                               |
| ------- | --------------------------------- | ------- | ------------------------------------- |
|         | Označuje lídra celkového pořadí   |         | Označuje lídra bodovací soutěže       |
|         | Označuje lídra vrchařské soutěže  |         | Označuje lídra soutěže mladých jezdců |
|         | Označuje lídra soutěže bojovnosti |         |                                       |

### Celkové pořadí
| Pořadí | Jezdec                         | Tým                      | Čas         |
| ------ | ------------------------------ | ------------------------ | ----------- |
| 1      | Mads Pedersen (DEN)            | Lidl–Trek                | 16h 49' 16" |
| 2      | Mattias Skjelmose Jensen (DEN) | Lidl–Trek                | + 41"       |
| 3      | Magnus Cort (DEN)              | EF Education–EasyPost    | + 1' 19"    |
| 4      | Søren Wærenskjold (NOR)        | Uno-X Pro Cycling Team   | + 1' 29"    |
| 5      | Florian Vermeersch (BEL)       | Lotto–Dstny              | + 2' 03"    |
| 6      | Alexander Kamp (DEN)           | Tudor Pro Cycling Team   | + 2' 12"    |
| 7      | Brent Van Moer (BEL)           | Lotto–Dstny              | + 2' 28"    |
| 8      | Mathias Bregnhøj (DEN)         | Leopard TOGT Pro Cycling | + 2' 28"    |
| 9      | Toms Skujiņš (LAT)             | Lidl–Trek                | + 2' 30"    |
| 10     | Magnus Bak Klaris (DEN)        | Restaurant Suri–Carl Ras | + 2' 34"    |

### Bodovací soutěž
| Pořadí | Jezdec                         | Tým                                | Body |
| ------ | ------------------------------ | ---------------------------------- | ---- |
| 1      | Mads Pedersen (DEN)            | Lidl–Trek                          | 57   |
| 2      | Søren Wærenskjold (NOR)        | Uno-X Pro Cycling Team             | 48   |
| 3      | Fabio Jakobsen (NED)           | Soudal–Quick-Step                  | 42   |
| 4      | Mattias Skjelmose Jensen (DEN) | Lidl–Trek                          | 30   |
| 5      | Magnus Cort (DEN)              | EF Education–EasyPost              | 26   |
| 6      | Tobias Lund Andresen (DEN)     | Team dsm–firmenich                 | 24   |
| 7      | Søren Kragh Andersen (DEN)     | Alpecin–Deceuninck                 | 17   |
| 8      | Luca Colnaghi (ITA)            | Green Project–Bardiani–CSF–Faizanè | 13   |
| 9      | Jensen Plowright (AUS)         | Alpecin–Deceuninck                 | 13   |
| 10     | Florian Vermeersch (BEL)       | Lotto–Dstny                        | 12   |

### Vrchařská soutěž
| Pořadí | Jezdec                           | Tým                       | Body |
| ------ | -------------------------------- | ------------------------- | ---- |
| 1      | Nicklas Amdi Pedersen (DEN)      | Team ColoQuick            | 40   |
| 2      | Jeppe Aaskov Pallesen (DEN)      | HRE Mazowsze Serce Polski | 32   |
| 3      | Wessel Krul (NED)                | Human Powered Health      | 26   |
| 4      | Frederik Irgens Jensen (DEN)     | BHS–PL Beton Bornholm     | 22   |
| 5      | Mads Østergaard Kristensen (DEN) | Leopard TOGT Pro Cycling  | 20   |
| 6      | Henrik Pedersen (DEN)            | BHS–PL Beton Bornholm     | 18   |
| 7      | Nikolaj Mengel (DEN)             | BHS–PL Beton Bornholm     | 16   |
| 8      | Emil Vinjebo (DEN)               | Leopard TOGT Pro Cycling  | 12   |
| 9      | Simon Pellaud (SUI)              | Tudor Pro Cycling Team    | 10   |
| 10     | Jules Hesters (BEL)              | Team Flanders–Baloise     | 8    |

### Soutěž mladých jezdců
| Pořadí | Jezdec                     | Tým                         | Čas         |
| ------ | -------------------------- | --------------------------- | ----------- |
| 1      | Logan Currie (NZL)         | Bolton Equities Black Spoke | 16h 52' 07" |
| 2      | Tobias Svarre (DEN)        | Team ColoQuick              | + 27"       |
| 3      | Kasper Andersen (DEN)      | Team PostNord Landsholdet   | + 1' 13"    |
| 4      | Matyáš Kopecký (CZE)       | Team Novo Nordisk           | + 3' 09"    |
| 5      | Jenno Berckmoes (BEL)      | Team Flanders–Baloise       | + 4' 59"    |
| 6      | Robin Juel Skivild (DEN)   | Leopard TOGT Pro Cycling    | + 5' 11"    |
| 7      | Marco Brenner (GER)        | Team dsm–firmenich          | + 7' 26"    |
| 8      | Martin Svrček (SVK)        | Soudal–Quick-Step           | + 10' 24"   |
| 9      | Tobias Lund Andresen (DEN) | Team dsm–firmenich          | + 11' 54"   |
| 10     | Filippo Ridolfo (ITA)      | Team Novo Nordisk           | + 15' 37"   |

### Soutěž bojovnosti
| Pořadí | Jezdec                           | Tým                         | Body |
| ------ | -------------------------------- | --------------------------- | ---- |
| 1      | Mads Østergaard Kristensen (DEN) | Leopard TOGT Pro Cycling    | 12   |
| 2      | Emil Vinjebo (DEN)               | Leopard TOGT Pro Cycling    | 12   |
| 3      | Nicklas Amdi Pedersen (DEN)      | Team ColoQuick              | 12   |
| 4      | Daniel Stampe (DEN)              | Restaurant Suri–Carl Ras    | 12   |
| 5      | Frederik Muff (DEN)              | Team ColoQuick              | 8    |
| 6      | Rasmus Bøgh Wallin (DEN)         | Restaurant Suri–Carl Ras    | 8    |
| 7      | Jeppe Aaskov Pallesen (DEN)      | HRE Mazowsze Serce Polski   | 8    |
| 8      | Mark Stewart (GBR)               | Bolton Equities Black Spoke | 8    |
| 9      | Sébastien Grignard (BEL)         | Lotto–Dstny                 | 4    |
| 10     | Julius Johansen (DEN)            | Team PostNord Landsholdet   | 4    |

### Soutěž týmů
| Pořadí | Tým                       | Čas         |
| ------ | ------------------------- | ----------- |
| 1      | Lidl–Trek                 | 50h 30' 36" |
| 2      | EF Education–EasyPost     | + 4' 36"    |
| 3      | Leopard TOGT Pro Cycling  | + 5' 27"    |
| 4      | Alpecin–Deceuninck        | + 5' 33"    |
| 5      | Tudor Pro Cycling Team    | + 5' 58"    |
| 6      | HRE Mazowsze Serce Polski | + 7' 52"    |
| 7      | Lotto–Dstny               | + 10' 42"   |
| 8      | Soudal–Quick-Step         | + 10' 58"   |
| 9      | Team Flanders–Baloise     | + 11' 41"   |
| 10     | Uno-X Pro Cycling Team    | + 13' 57"   |